# واکاه چان

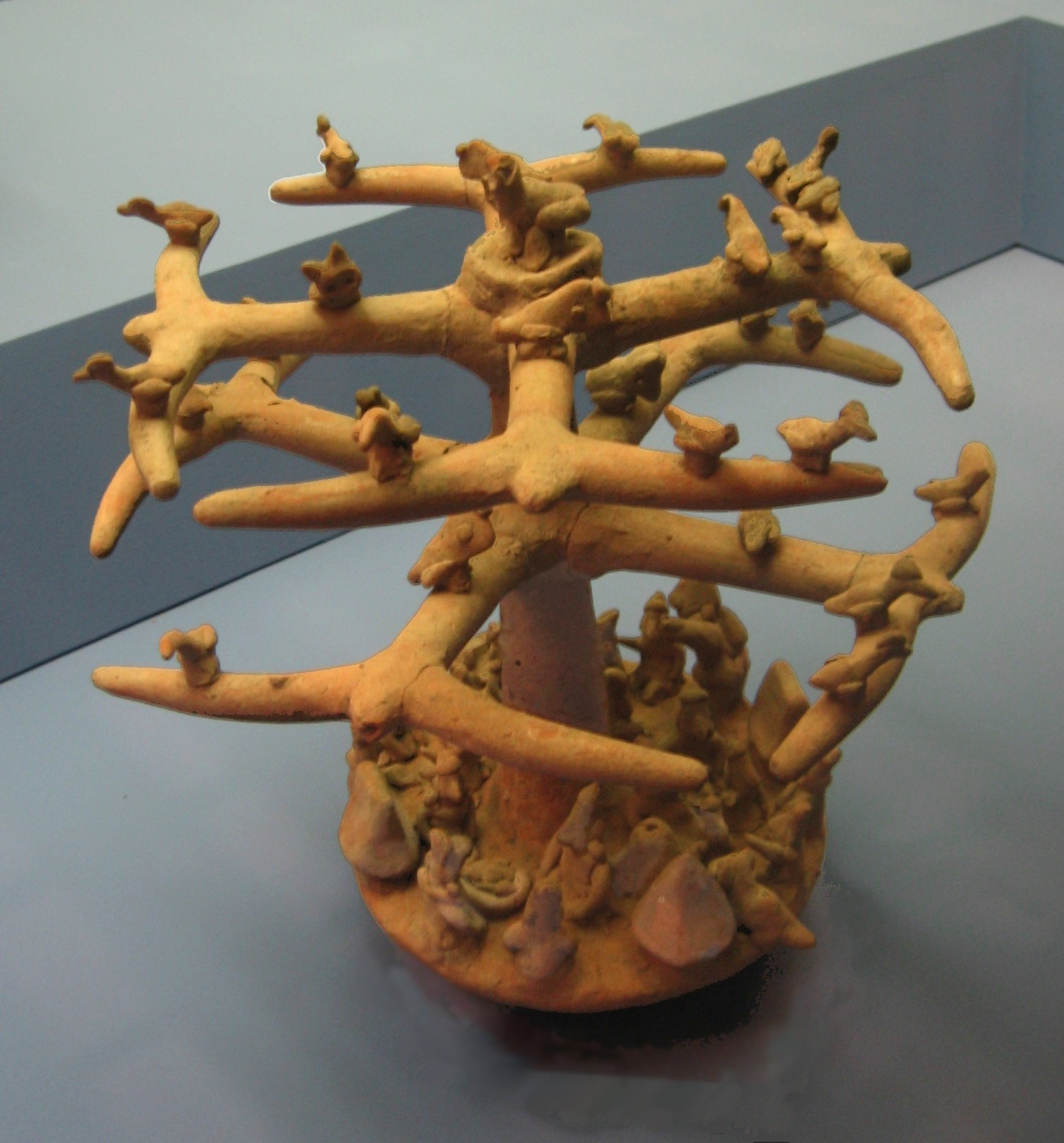
اثری هنری از مایاهای عصر پساکلاسیک که در آن تجسم ایده درخت مرکزی یا واکاه چان دیده می‌شود. بر روی شاخه‌های درختان پرندگانی دیده می‌شوند که باور بر این است که این پرندگان نماد ارواحی هستند که هنوز به زیبالبا منتقل نشده‌اند.

واکاه چان یا درخت مرکزی از اسطوره‌های قوم مایا است که درختی مافوق طبیعی بود که ریشه‌اش در خاک به زیبالبا یا همان دنیای مردگان می‌رسید و تنه‌اش در جهان زمینی قرار داشت و شاخه‌هایش نزد خدای آسمانی بود و بعبارتی همین درخت واسطه ارتباط انسان‌ها با خدایان و خدایان عوالم سه‌گانه با یکدیگر می‌شد. خون قربانیان و نذرها را نیز همین درخت میان خدایان قسمت می‌کرد. این ایده درخت مرکزی البته خاص مایاها نبوده و بگونه‌ای در تمامی ادیان و باورهای مردم آمریکای مرکزی وجود داشته‌است.

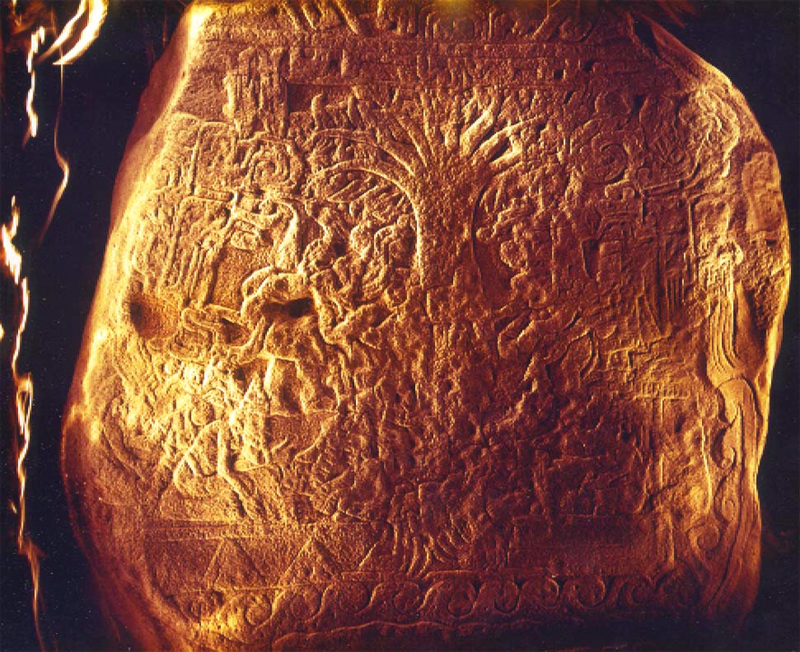
کتیبه درخت زندگی

## واکاه چان

درخت زندگی

درختان جهان نقش برجسته‌ای هستند که در کیهان شناسی‌های اساطیری، روایت‌های خلقت، و شمایل نگاری‌های فرهنگ‌های ماقبل کلمبیایی آمریکای شمالی وجود دارد. در بافت مزوامریکایی، درختان جهان چهار جهت اصلی را تجسم می‌دهند، که همچنین برای نشان دادن ماهیت چهارگانه یک درخت جهان مرکزی، یک محور نمادین می‌توانند صفحات عالم اموات و آسمان را به قلمرو زمینی متصل کنند. تصاویری از درختان جهان، چه در جهت و چه در جنبه مرکزی، در هنر و سنت‌های اساطیری فرهنگ‌هایی مانند مایا، آزتک، ایزاپان، میکستک، اولمک و سایرین یافت می‌شوند که حداقل به دوره‌های شکل‌گیری اواسط و اواخر گاهشماری میانآمریکایی در میان مایاها، درخت جهان مرکزی به‌عنوان درخت سیبا تصور می‌شد یا توسط درخت سیبا نشان داده می‌شد، و بسته به زبان مایا، به‌طور متفاوتی به‌عنوان wacah chan [تلفظ؟] یا yax imix che [تلفظ؟] شناخته می‌شود. تنه درخت را نیز می‌توان به‌وسیله یک کایمن قائم نشان داد که پوستش تنه خاردار درخت را تداعی می‌کند. درختان جهان جهت دار نیز با چهار عمر در تقویم‌های میان‌آمریکایی و رنگ‌ها و خدایان جهت‌دار مرتبط هستند. کدهای میانآمریکایی که این ارتباط را مشخص کرده اند شامل کدهای درسدن، بورجیا و فجرواری-مایر است. فرض بر این است که مکان‌ها و مراکز تشریفاتی میان‌آمریکایی غالباً درختان واقعی در هر یک از چهار جهت اصلی کاشته می‌شدند که نمایانگر مفهوم چهارجانبه است.  

## رسانه
سرچشمه یا چشمه (به انگلیسی: The Fountain) فیلمی به کارگردانی دارن آرونوفسکی و با بازی هیو جکمن و ریچل وایس محصول ۲۰۰۶ آمریکا است که در ۲۲ نوامبر ۲۰۰۶ منتشر شد.